# Ákos Kecskés
Ákos Kecskés (ur. 4 stycznia 1996 w Hódmezővásárhely) – węgierski piłkarz, grający na pozycji obrońcy.

## Kariera
Karierę piłkarską rozpoczynał w węgierskich klubach: Makó FC oraz Tisza Volán SC. W 2012 roku otrzymał ofertę przejścia do Atalanty BC i Chievo Werona, wybierając ostatecznie Atalantę, gdzie grał w juniorach. W roku 2015 został wypożyczony do Újpestu. W barwach tego klubu zadebiutował w NB I 12 grudnia 2015 roku w wygranym 1:0 meczu z Ferencvárosem. W Újpescie występował do końca sezonu 2016/2017, rozgrywając w jego barwach łącznie 31 meczów w NB I. W lipcu 2017 roku został wypożyczony do Bruk-Betu Termaliki Nieciecza z opcją transferu definitywnego. W lutym 2018 roku został zawodnikiem Korony Kielce.
Występował w młodzieżowych reprezentacjach Węgier. W reprezentacji U-21 pełnił funkcję kapitana.

## Statystyki ligowe
| Sezon         | Klub                         | Liga               | Mecze | Gole |
| ------------- | ---------------------------- | ------------------ | ----- | ---- |
| 2015/2016     | Újpest FC                    | NB I               | 9     | 0    |
| 2016/2017     | Újpest FC                    | NB I               | 22    | 0    |
| 2017/2018 (j) | Bruk-Bet Termalica Nieciecza | Ekstraklasa        | 12    | 0    |
| 2017/2018 (w) | Korona Kielce                | Ekstraklasa        | 4     | 0    |
| 2018/2019     | FC Lugano                    | Swiss Super League | 7     | 0    |
| 2019/2020     | FC Lugano                    | Swiss Super League | 26    | 2    |